# Manuel Rodríguez Barros
Manuel Manolo Rodríguez Barros (Ponteareas, 13 agosto 1926 – Vigo, 20 ottobre 1997) è stato un ciclista su strada spagnolo.
Professionista dal 1947 al 1960.

## Carriera
Minore dei fratelli Rodríguez Barros, fu professionista per lungo tempo, dal 1947 al 1960, e riuscì a cogliere anche qualche vittoria. Nel 1947 si mise in luce arrivando secondo nella Vuelta a Galega dietro il fratello Emilio Rodríguez, mentre terzo fu l'altro fratello Delio Rodríguez.
Il risultato più prestigioso arrivò nel 1950 alla Vuelta a España, che riuscì a chiudere al secondo posto dietro, ancora, al fratello Emilio, ripercorrendo quello che nella seconda edizione della corsa a tappe iberica avevano fatto i fratelli belgi Deloor.
Tra il 1951 e il 1952 ottenne cinque vittorie, delle quali la più importante fu l'ottava tappa alla Volta Ciclista a Catalunya 1951; si mise inoltre in luce anche alla Volta a Portugal con due podi, secondo nel 1951 e terzo l'anno seguente. Dopo questo biennio pochi risultati e molto lavoro da gregario. L'ultimo risultato significativo fu un terzo posto nella Vuelta a Asturias.

## Palmarès
- 1949

Circuito Sardinero
- 1950

Subida a Santo Domingo
Subida a Arrate
- 1951

Trofeo Masferres
Subida a Arrate
Subida a Arantazuz
8ª tappa Volta Ciclista a Catalunya
- 1952

Grand Prix San Antonio de Durango

### Altri successi
- 1952

Classifica scalatori Volta a Portugal

## Piazzamenti

### Grandi giri
- Vuelta a España

1948: 7º
1950: 2º
1955: 22º
1956: 10º
1957: 27º
- Tour de France

1951: 44º
1954: 45º